# Фіалко Наталія Михайлівна
Наталія Михайлівна Фіалко (нар. 20 грудня 1949, Київ) — український вчений в галузі теплофізики та теплоенергетики, член-кореспондент НАН України, доктор технічних наук, професор. Лауреат Державної премії України в галузі науки і техніки.

## Біографія
Народилася 20 грудня 1949 року в Києві.
У 1972 році закінчила Київський політехнічний інститут (спеціальність — «Теплофізика»), відтоді працює в Інституті технічної теплофізики НАН України, де пройшла шлях від інженера до завідувача відділу.
У 1975—1978 роках навчалась в аспірантурі, а у 1980 році захистила кандидатську дисертацію на тему: «Дослідження температурних режимів тіл за наявності рухомих концентрованих джерел енергії».
З 1995 по 2000 рік — вчений секретар інституту.
У 1994 році захистила докторську дисертацію на тему: «Дослідження процесів теплопереносу при реалізації прогресивних ресурсозберігаючих технологій обробки матеріалів».
З 1995 року обіймає посаду завідувача відділу теплофізики енергоефективних теплотехнологій (до 2017 року — Відділ малої енергетики).
У 2000 році була обрана членом-кореспондентом НАН України.
З 2005 року очолює кафедру теплоенергетичних установок теплових і атомних електростанцій Національного технічного університету України «Київський політехнічний інститут імені Ігоря Сікорського», також було присвоєно вчене звання «професор».
З 2006 року — завідувач відділу надійності теплотехнічного обладнання енергоблоків АЕС в Інституті проблем безпеки АЕС НАН України.
З 2012 року — дійсний член Академії будівництва України.
Вчений секретар Національного комітету України з тепло- та масообміну, член центрального правління Науково-технічної спілки енергетиків та електротехніків України, член Експертної ради МОН України, член редколегій фахових видань: «Промислова теплотехніка», «Віконні технології», «Відновлювана енергетика», «Современная наука», «Енергетика: економіка, технології, екологія» тощо, член двох спеціалізованих вчених рад.

## Науковий доробок
Автор понад 580 наукових праць, зокрема 11 монографій, 3 посібників, понад 20 авторських свідоцтв та патентів на винаходи тощо. Підготувала 9 кандидатів та 4 докторів наук. Наукові інтереси стосуються енергозберігаючих технологій та проблем малої теплоенергетики. Серед здобутків — здійснення системного аналізу стану і стратегічних варіантів підтримки, реконструкції та розвитку децентралізованої енергетики України.

## Нагороди
- Державна премія України в галузі науки і техніки (2013) — за роботу «Енергоефективні технології прискореного зведення об'єктів промислового та цивільного будівництва»[7];
- орден «За трудові досягнення» Міжнародного Академічного Рейтингу популярності «Золота Фортуна» (2009, 2012)[1];
- Почесний енергетик України (2007)[1];
- Заслужений діяч науки і техніки України (1998) — за вагомий особистий внесок у розвиток наукових досліджень, зміцнення науково-технічного потенціалу України та з нагоди 80-річчя Національної академії наук України[8];